# Liste Eichstätter Straßennamen
Die Liste Eichstätter Straßennamen führt Bedeutungen und Umstände der Namensgebung der Straßen in Eichstätt auf. Aktuell gültige Straßenbezeichnungen sind in Fettschrift angegeben, nach Umbenennung oder Überbauung nicht mehr gültige Bezeichnungen in Kursivschrift.

## A

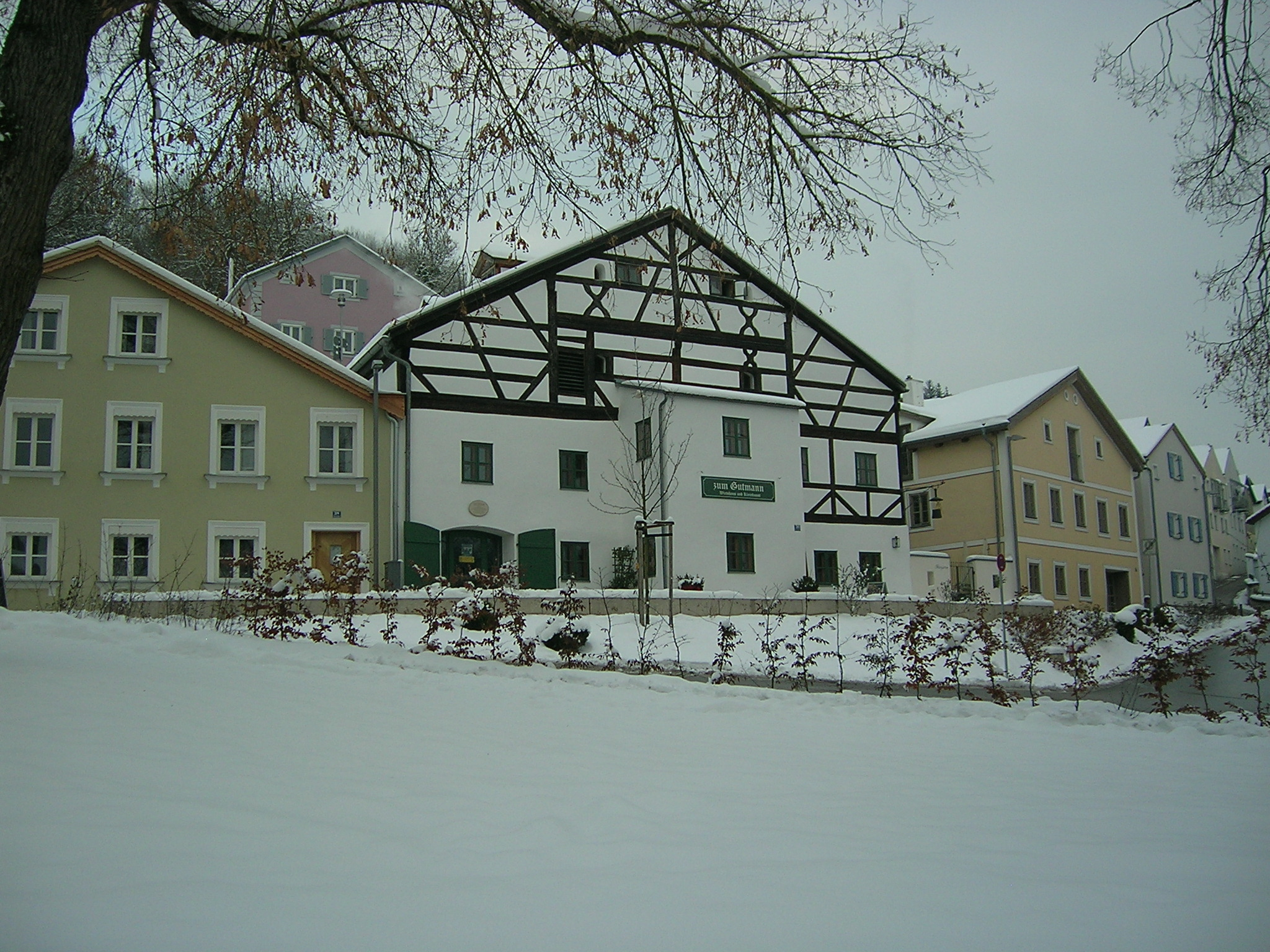
Jurahausensamble in der Straße Am Graben

Adalbert-Stifter-Weg
Benannt nach Adalbert Stifter, Autor des Biedermeier
Adlergäßchen
Benannt nach dem anliegenden Hotel Adler
Akazienweg
Alberthalstraße
Benannt nach Hans Alberthal, wahrscheinlich Architekt der Schutzengelkirche
Alfons-Fleischmann-Straße
Benannt nach Alfons Fleischmann, römisch-katholischer Theologe
Alois-Brems-Straße
Benannt nach dem ehemaligen Bischof von Eichstätt Alois Brems
Alte Schernfelder Straße
Im Ort Wegscheid, teilweise auf Eichstätter Gemeindegebiet, teilweise auf Schernfelder Gemeindegebiet
Altersheimweg
Altmühlstraße
Im Ortsteil Wasserzell
Am Adamsberg
Am Graben
Am Haselberg
Im Ortsteil Landershofen
Am Herrengrund
Im Ortsteil Landershofen
Am Herzogkeller
Benannt nach dem Sommerkeller der ehemaligen Brauerei Herzogbräu
Am Hessental
Im Ortsteil Landershofen
Am Hubacker
Im Ortsteil Landershofen
Am Kugelberg
 Am Roten Bügel 
Im Ortsteil Landershofen
Am Salzstadel
Früher Salzstadlgasse
Am Schafbuckel
Im Ortsteil Landershofen
Am Schneckenberg
Im Ortsteil Wasserzell
Am Siechhof
Benannt nach dem mittelalterlichen Siechhof in Eichstätt
Am Sportplatz
Am Wald
Im Ortsteil Rebdorf
Am Weinberg
Im Ortsteil Landershofen
Am Zwinger
Amselsteig
Fußgängertreppe
An der Hermannsleite
Im Ortsteil Landershofen
An der Leithen
Im Ortsteil Pietenfeld an der Leithen
An der Oberen Au
Im Ortsteil Landershofen
Anton-Bachschmid-Straße
Benannt nach dem Komponisten Anton Adam Bachschmid
Anton-Fils-Straße
Benannt nach dem Komponisten Anton Fils
Antonistraße
Früher Antonigasse
Auf der Alm
Aumühlbrücke
Aumühle
Benannt nach der ehemaligen Aumühle

## B

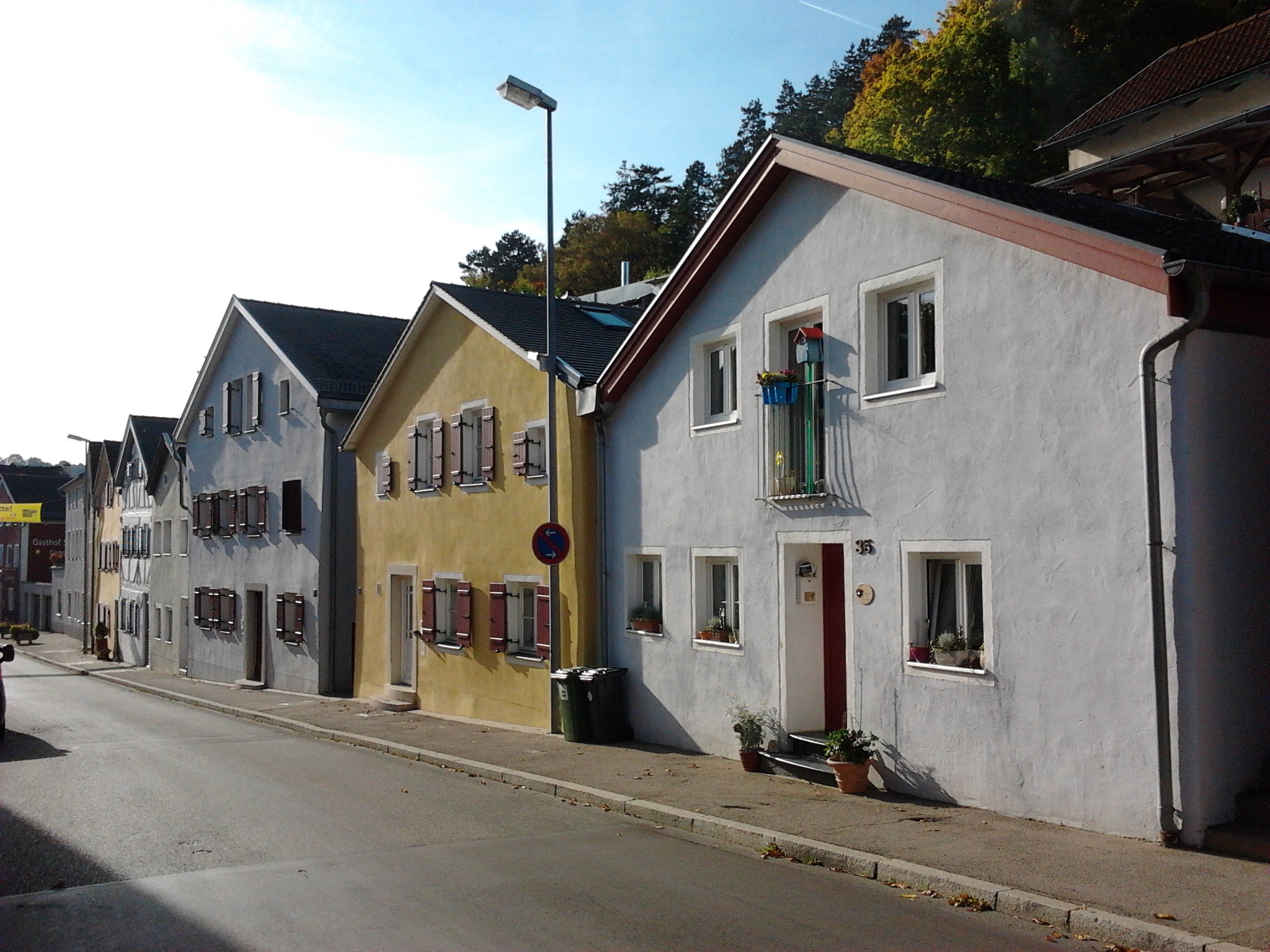
Jurahäuser im Buchtal

Bachweg
Bahnhofplatz
Bahnhofstraße
Im Ortsteil Wasserzell
Benedicta-von-Spiegel-Straße
Benannt nach der Äbtissin von St. Walburg Maria Anna Benedicta von Spiegel
Birkenweg
Im Ortsteil Blumenberg
Blumenberger Straße
Im Ortsteil Blumenberg
Breitenauerstraße
Benannt nach dem Hofbildhauer Ignaz Alexander Breitenauer
Brodhausgasse
Brückenstraße
Im Ortsteil Wasserzell
Bruder-Egdon-Straße
Benannt nach dem Kapuziner Franz Seraph Lermann (Bruder Egdon 1911–1996)
Buchtal
Früher Im Buchthal
Burgstraße
Auffahrt zur Willibaldsburg
Büttelgasse

## C
Castellweg
Christian-Wink-Straße
Benannt nach dem kurfürstlich bayerischen Hofmaler Christian Wink
Christoph-Willibald-Gluck-Weg
Benannt nach dem Komponisten Christoph Willibald Gluck
Clara-Staiger-Straße
Benannt nach der Priorin des Klosters Mariensteins Klara Staiger

## D
Dominikanergasse
Am ehemaligen Dominikanerkloster
Domplatz
Am Hohen Dom zu Eichstätt
Dr.-Hans-Hutter-Straße
Benannt nach dem ehemaligen Eichstätter Bürgermeister Hans Hutter

## E
Egerländer Weg
Eichendorffstraße
Benannt nach Joseph von Eichendorff
Eichstätter Straße
Im Ortsteil Wasserzell
Elias-Holl-Straße
Benannt nach dem Architekten der Willibaldsburg Elias Holl
Eybstraße

## F

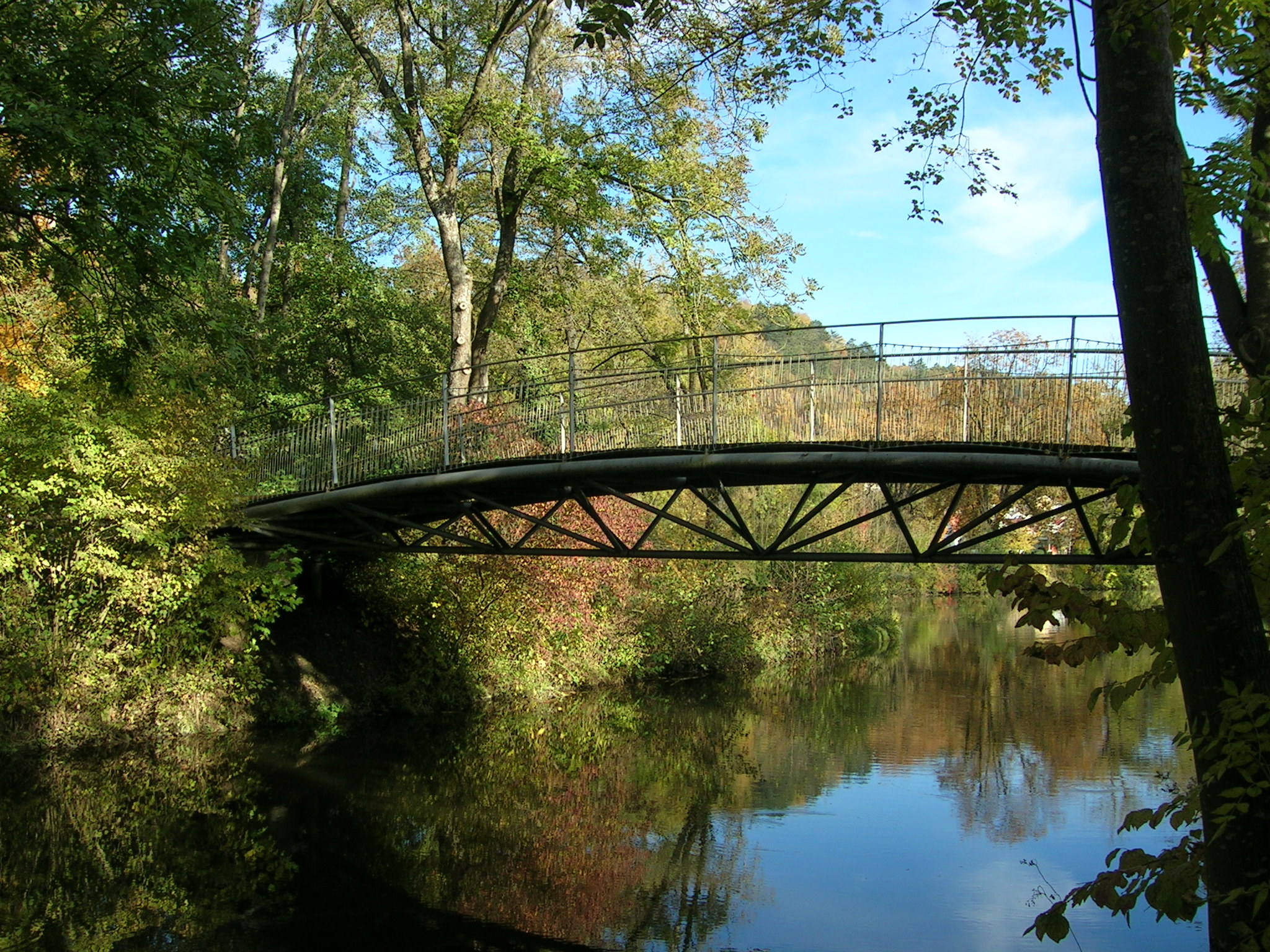
Franz-Göpfert-Steg

Figurenweg
Im Ortsteil Wintershof
Fischerbuck
Im Ortsteil Rebdorf
Fischergasse
Fossilienpfad
Im Ortsteil Blumenberg
Fossilienweg
Im Ortsteil Wintershof
Franz-Göpfert-Steg
Benannt nach dem damaligen Stadtbaumeister Franz Göpfert
Franz-Liszt-Straße
Benannt nach dem Komponisten Franz Liszt
Franz-Xaver-Platz
Benannt nach dem zweiten Stadtpatron Franz Xaver
Frauenberg
Freiwasser
Friedhofgasse
Fuchsbräugasse
Benannt nach der ehemaligen Brauerei Fuchsbräu

## G

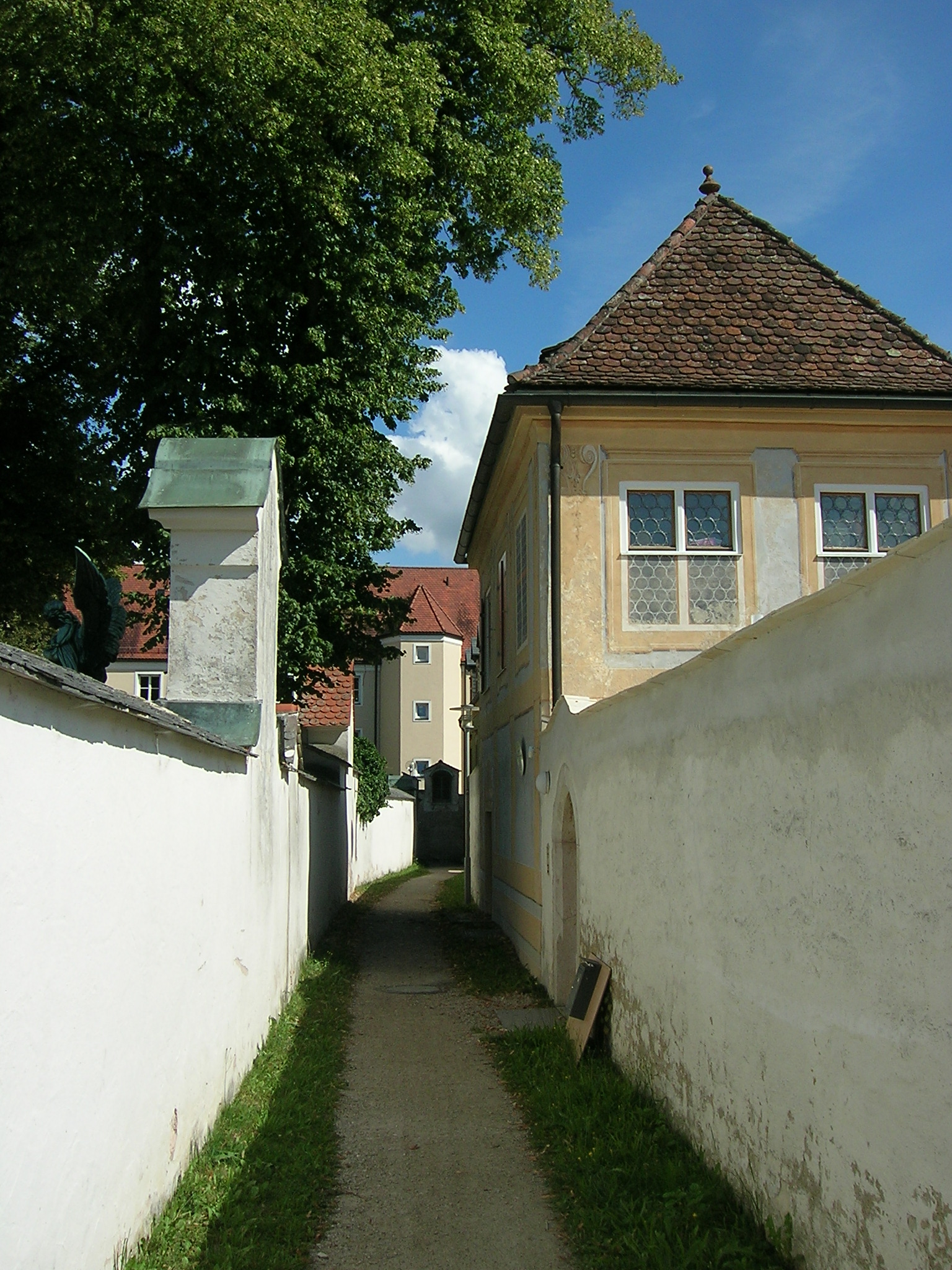
Gottesackergasse

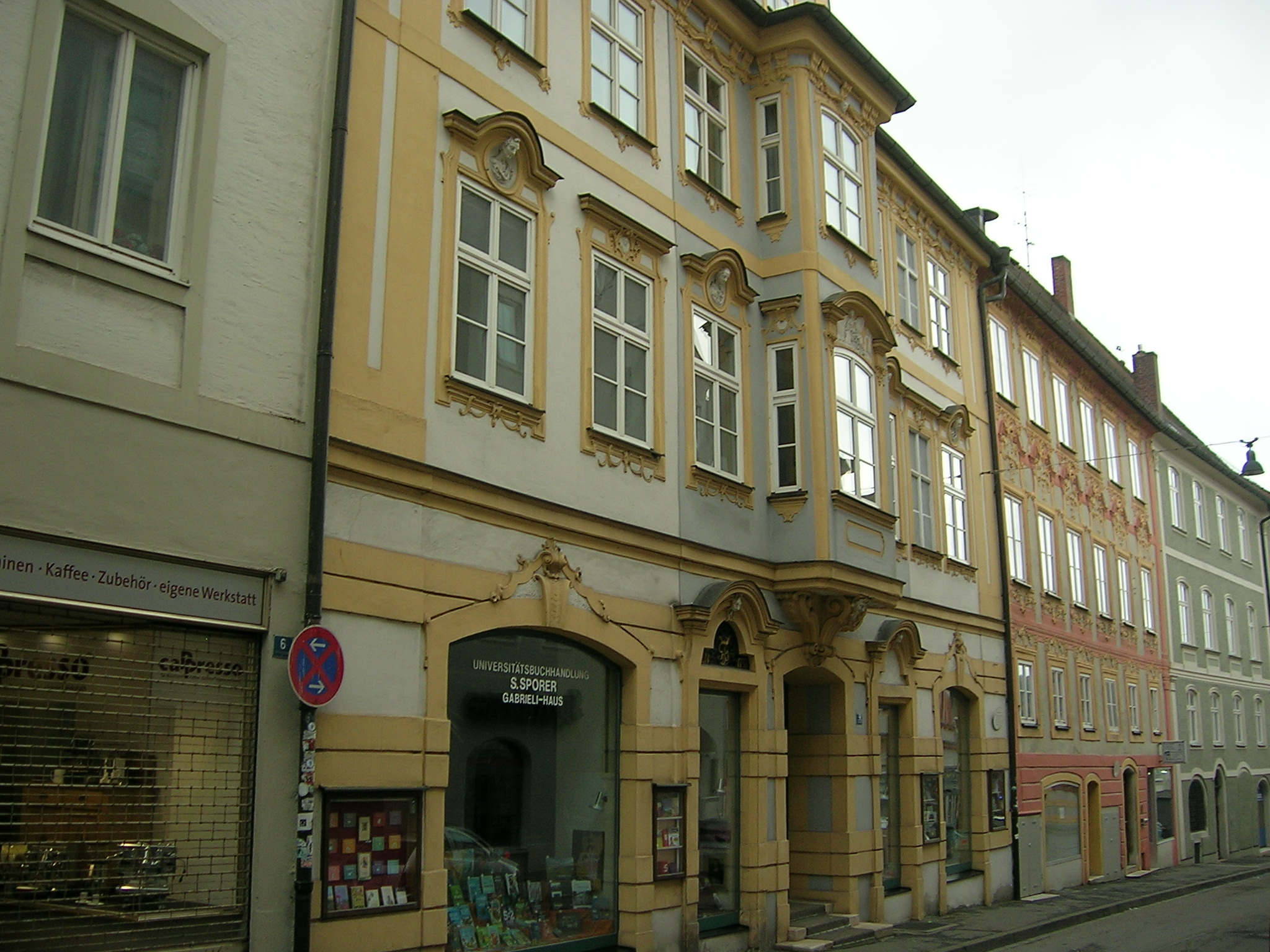
Gabrielistraße
Benannt nach dem Baumeister Gabriel de Gabrieli; Früher Große Marktgasse
Gartenweg
Im Ortsteil Marienstein
Gartenwiese
Im Ortsteil Landershofen
Gemmingenstraße
Benannt nach dem ehemaligen Fürstbischof Johann Konrad von Gemmingen
Gesellenhausweg
Gottesackergasse
Grabmannstraße
Benannt nach dem Philosophen und Theologen Martin Grabmann
Gundekarstraße
Benannt nach dem ehemaligen Fürstbischof Gundekar II., Herausgeber des Pontifikale Gundekarianum
Gutenberggasse
Benannt nach Johannes Gutenberg

## H
Hans-Lang-Weg
Benannt nach dem Komponisten Hans Lang
Hauptstraße
Im Ortsteil Wasserzell
Heidingsfelderweg
Benannt nach Franz und Georg Heidingsfelder
Herbergshöhe
Herzoggasse
Benannt nach der ehemaligen Brauerei Herzog
Herzogsteg
Verlängerung der Herzoggasse
Heuweg
Hexengasse
Hindenburgstraße
Benannt nach Paul von Hindenburg
Hirtenweg
Im Ortsteil Wintershof
Hofmühlstraße
Benannt nach der Brauerei Hofmühl
Hofmühlweg
Im Ortsteil Rebdorf
Hohes Kreuz
Im Ortsteil Wintershof
Holbeingasse
Benannt nach Hans Holbein der Ältere
Holunderweg
Im Ortsteil Landershofen

## I
Ignaz-Pickl-Weg
Benannt nach dem Forscher Ignaz Pickel
Industriestraße
Ingolstädter Straße
Östlicher Teil der B13
Innere Freiwasserstraße

## J
Johann-Herden-Weg
Im Ortsteil Rebdorf
Johannes-Kraus-Straße
Benannt nach dem ehemaligen Eichstätter Dompfarrer und Widerstandskämpfer gegen den Nationalsozialismus
Josef-Haas-Weg
Benannt nach dem Komponisten Joseph Haas

## K

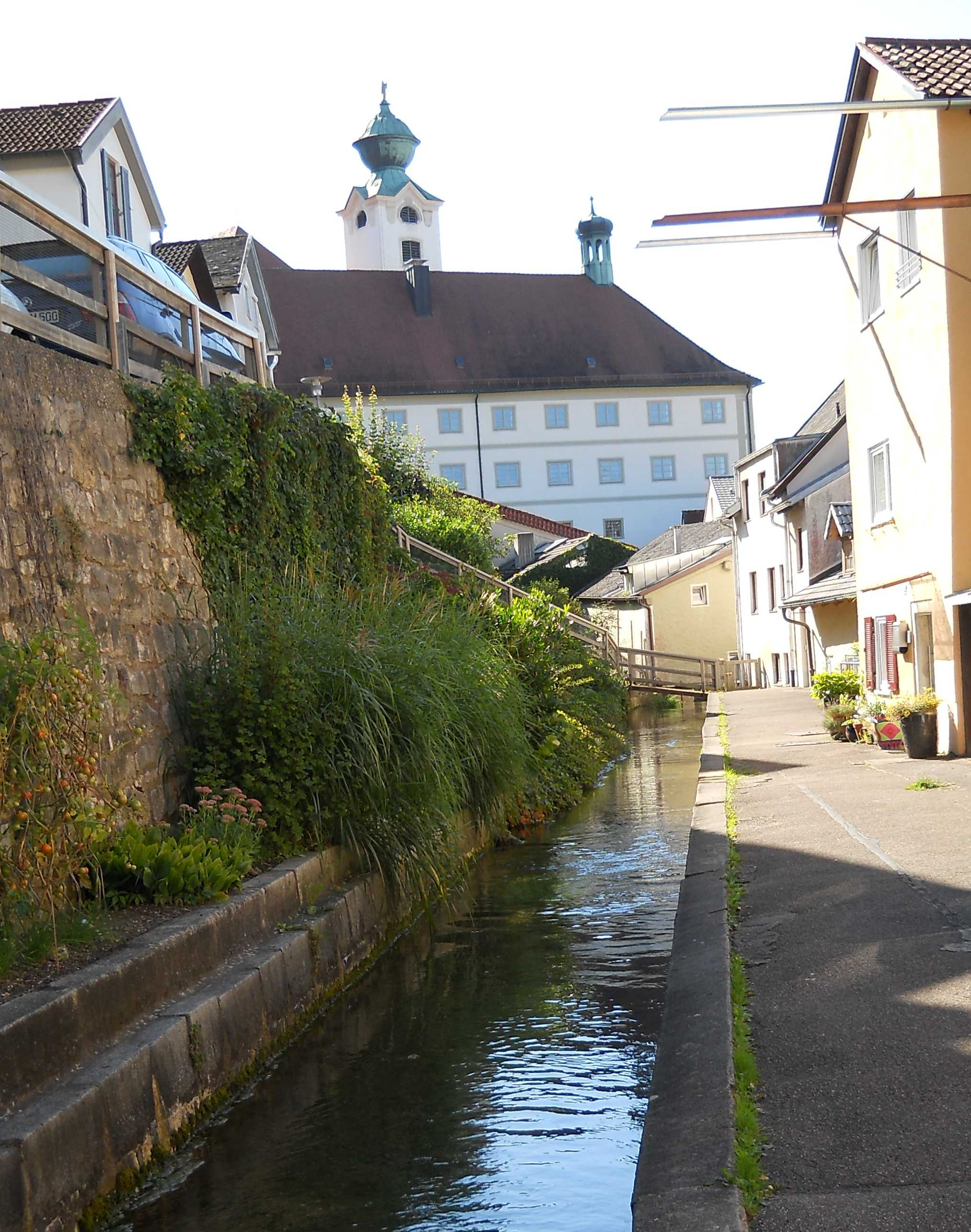
Kapellbuck
Weg am Kapellenbach
Kapuzinergasse
Am ehemaligen Kapuzinerkloster
Kardinal-Preysing-Platz
Benannt nach dem ehemaligen Eichstätter Bischof Konrad Graf von Preysing
Kardinal-Schröffer-Straße
Benannt nach dem ehemaligen Eichstätter Bischof Joseph Schröffer
Kilian-Leib-Straße
Benannt nach dem ehemaligen Prior des Augustiner-Domherren Klosters Rebdorf Kilian Leib
Kinderdorfstraße
Im Ortsteil Kinderdorf Blumenberg
Kipfenberger Straße
Staatsstraße 2230 nach Kipfenberg; Früher Kipfenberg-Beilngrieser-Straße
Kirchenweg
Im Ortsteil Rebdorf
Klärwerkstraße
Klausnerweg
Klostergarten
Im Ortsteil Marienstein
Klosterhof
Im Ortsteil Marienstein
Knorzgarten
Im Ortsteil Marienstein
Kolpingstraße
Konrad-Kieser-Straße
Benannt nach dem Kriegstechniker Konrad Kyeser
Kratzauer Straße
Kuhweg

## L

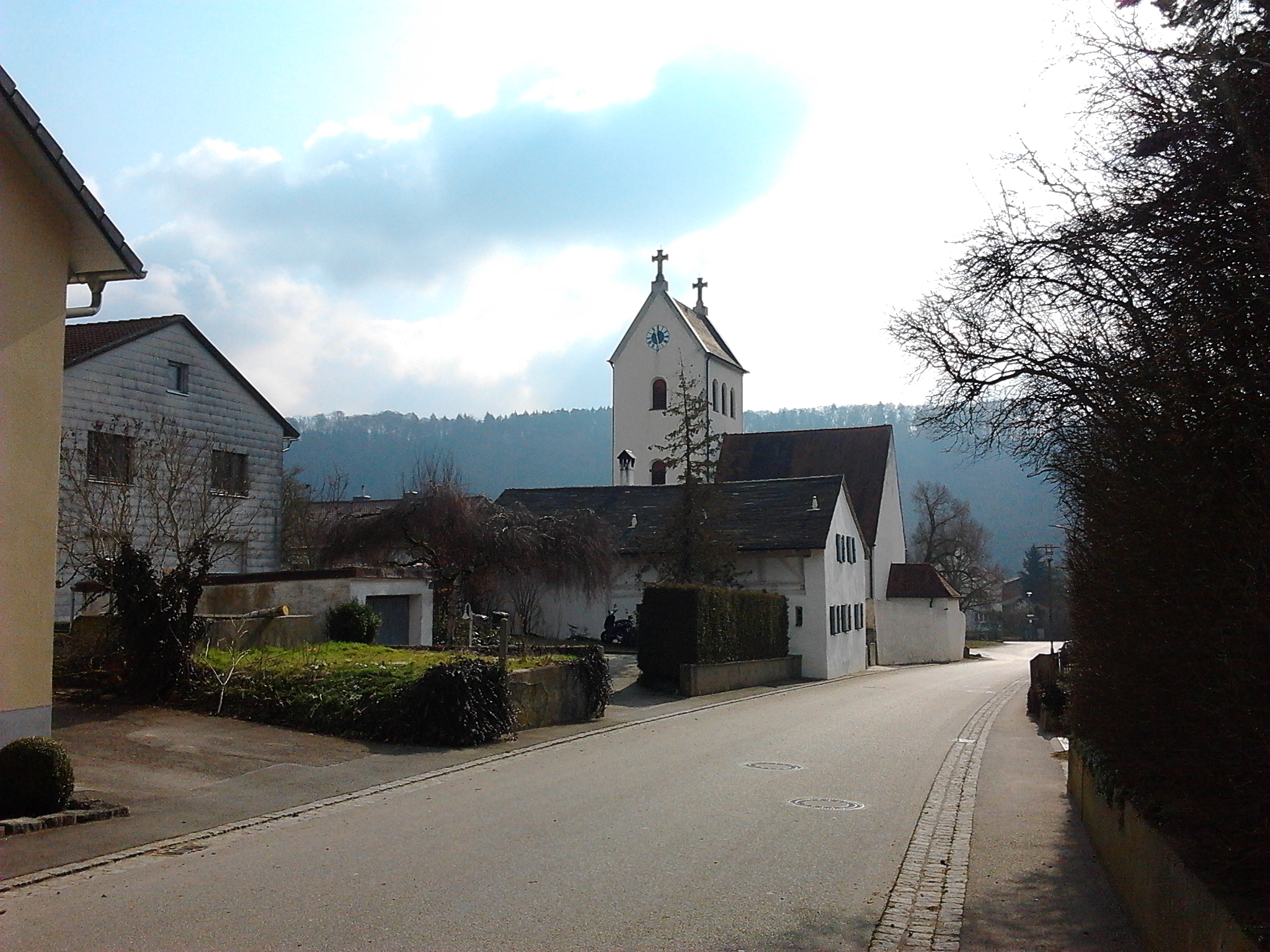
Lindenstraße

Lämmertal

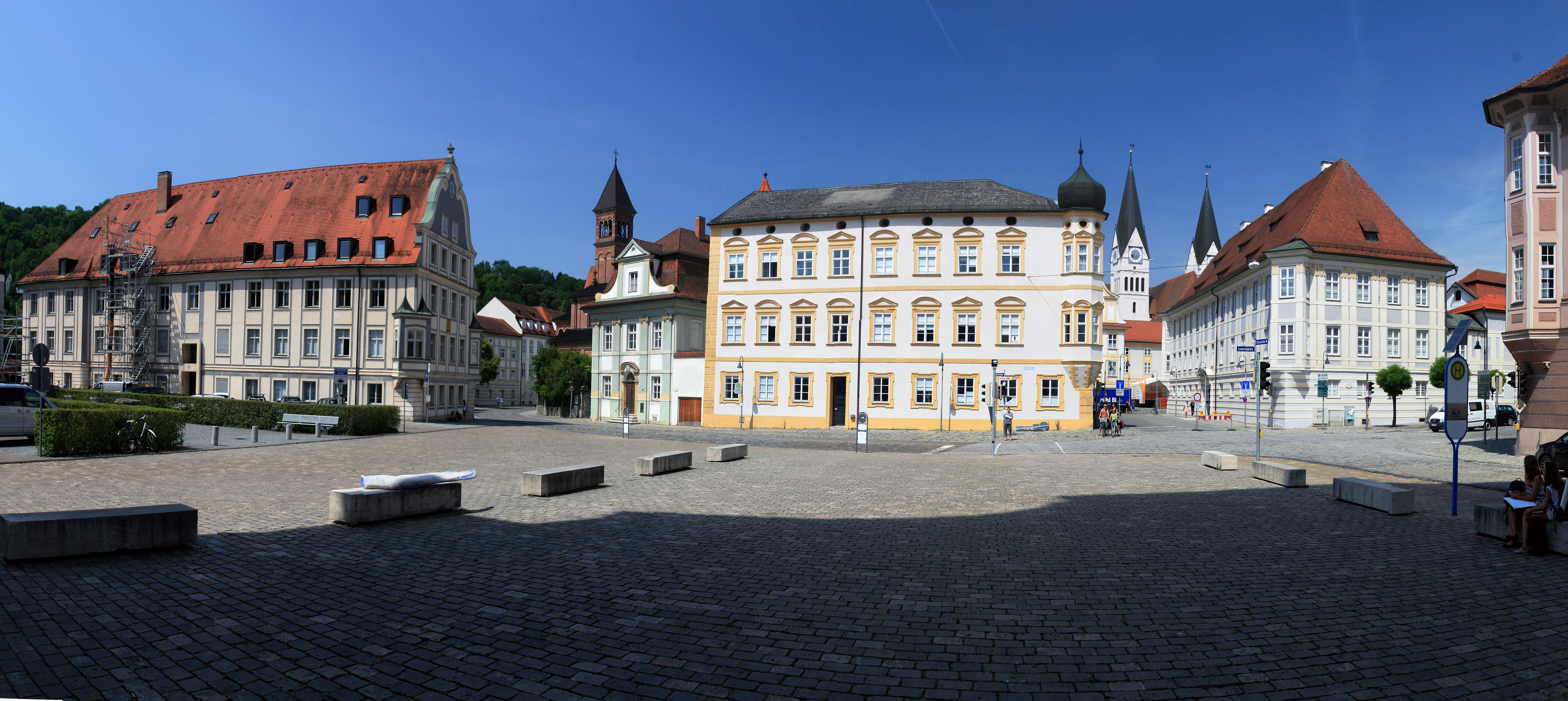
Leonrodplatz
Früher Jesuitenplatz
Benannt nach dem ehemaligen Eichstätter Bischof Franz Leopold von Leonrod
Leuchtenbergstraße
Benannt nach den Herzögen von Leuchtenberg, kurzzeitig Fürsten von Eichstätt
Libellenweg
Im Ortsteil Wintershof
Lindenstraße
Im Ortsteil Landershofen
Loy-Hering-Gasse
Benannt nach dem Bildhauer Loy Hering
Ludwigweg
Im Ortsteil Blumenberg
Lüftenweg
Luitpoldstraße
Benannt nach Prinzregent Luitpold von Bayern, nördlich der Dominikanergasse früher auch Buchthal Straße

## M
Mariensteiner Steg
Im Ortsteil Marienstein
Marktgasse
Früher Kleine Marktgasse

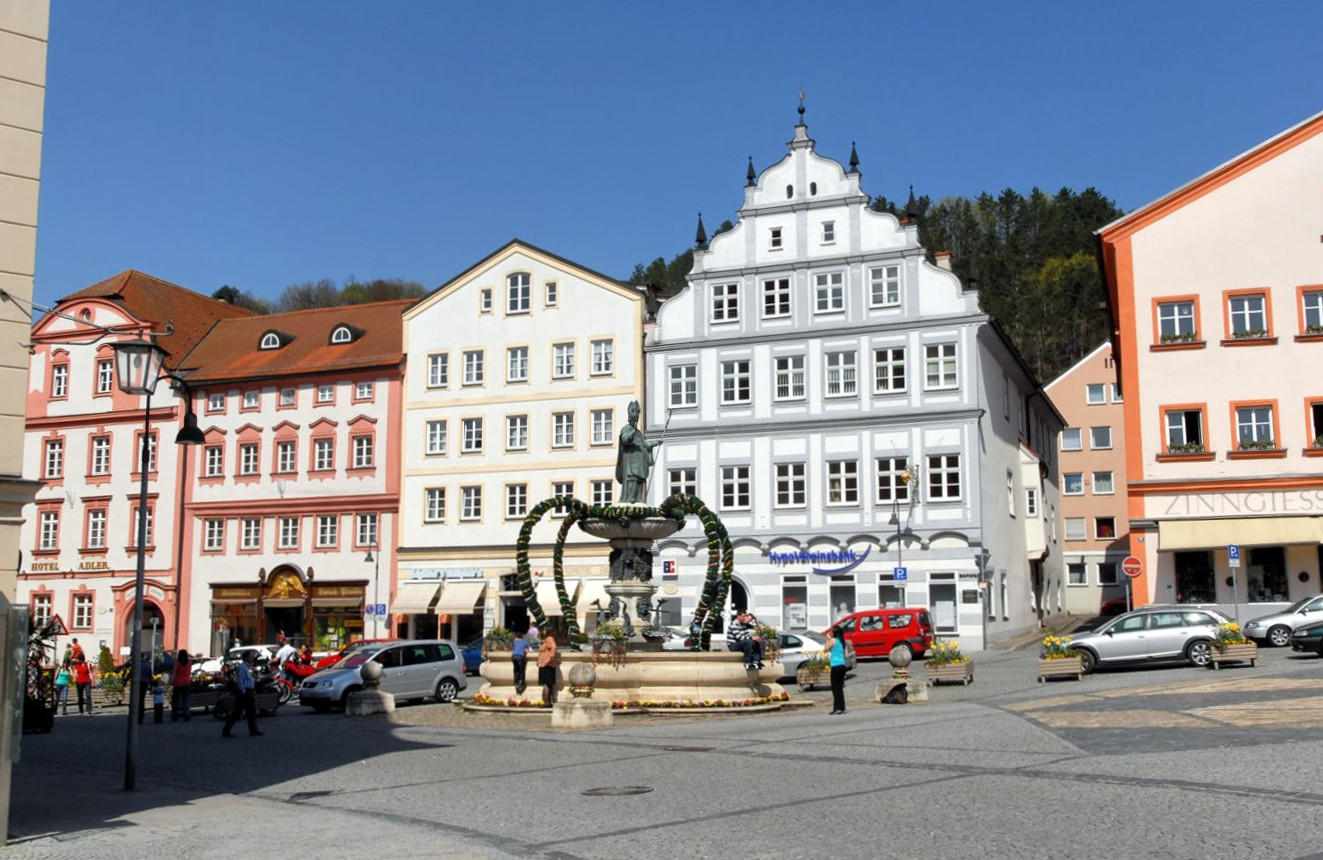
Marktplatz
Während des Dritten Reichs Julius-Streicher-Platz
Martinsgasse
Maurerwinkel
Im Ortsteil Landershofen
Max-Reger-Weg
Benannt nach dem Komponisten Max Reger
Meisenweg
Michael-Rackl-Straße
Benannt nach dem ehemaligen Eichstätter Bischof Michael Rackl
Mondscheinweg
Mühlweg
Im Ortsteil Wintershof

## N
Neuer Weg
Notre-Dame-Weg
Am ehemaligen Kloster Notre Dame

## O
Ochsenfelder Straße
Im Ortsteil Wasserzell, in Richtung Ochsenfeld
Oettingenstraße
Benannt nach dem ehemaligen Eichstätter Fürstbischof Friedrich IV. von Oettingen
Ohne-Tritt-Steg
Osramweg
Am Osram-Werk
Ostenstraße
Während des Nationalsozialismus Adolf-Hitler-Straße, zuvor Ostenvorstadt

## P

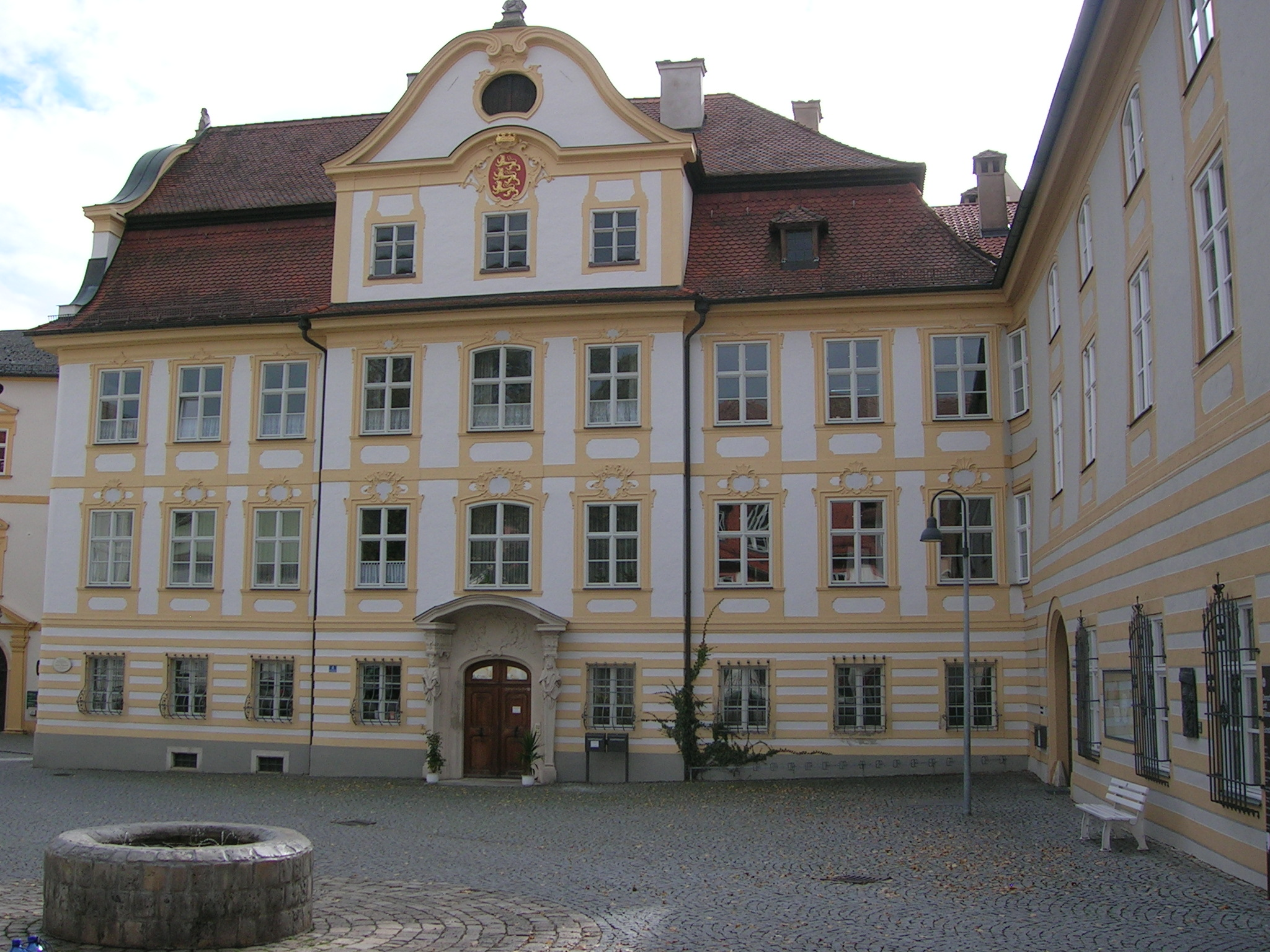
Pater-Philipp-Jeningen-Platz

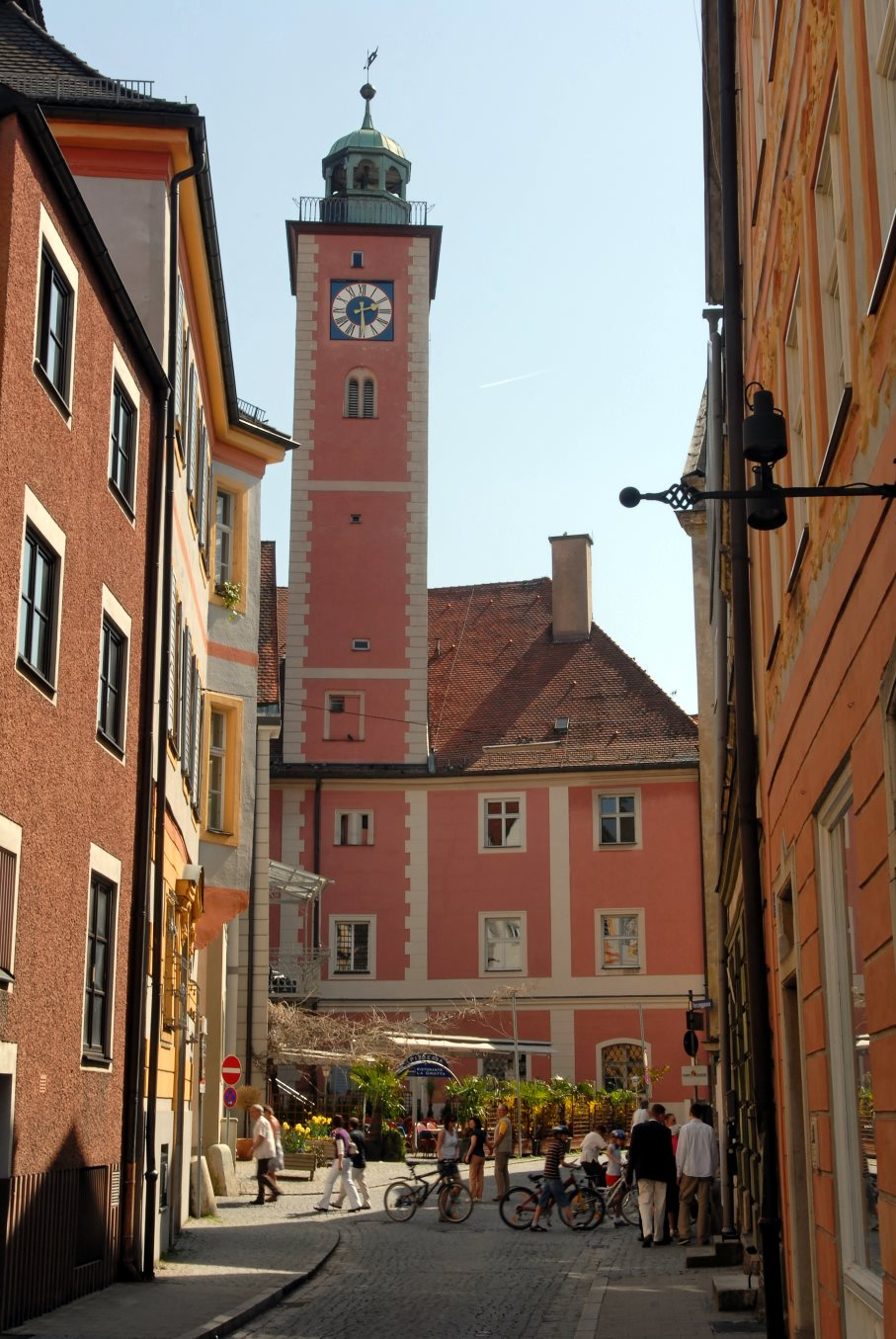
Pfahlstraße

Panoramaweg
Im Ortsteil Landershofen
Pappenbergerstraße
Im Ortsteil Landershofen, benannt nach dem ehemaligen Kommunalpolitiker Hans Pappenberger
Pappenheimer Passage
Papst-Victor-Straße
Benannt nach dem ehemaligen Eichstätter Fürstbischof und späteren Papst Viktor II.
Parkhausstraße
Pater-Ingbert-Naab-Straße
Benannt nach dem Kapuziner-Pater und Widerstandskämpfer gegen den Nationalsozialismus Ingbert Naab
Pater-Marinus-Straße
Benannt nach dem ehemaligen Eichstätter Kapuziner-Pater Marinus Mayer
Pater-Moser-Straße
Benannt nach Pater Christian Moser MSC, Gründer der MC
Pater-Philipp-Jeningen-Platz
Benannt nach Pater Philipp Jeningen; Früher Leuchtenbergstraße
Pedettistraße
Benannt nach dem Baumeister Mauritio Pedetti, früher hieß der östliche Teil Plenaglgasse oder Rosengasse, der westliche Teil Höllbräugasse
Petersleite
Der Name geht zurück auf das nicht mehr existente Kloster St. Peter unterhalb der Willibaldsburg
Pfahlstraße
Früher von der Westenstraße bis zur Herzoggasse Schlaggasse von dort bis zur Martinsgasse Pfahlgasse
Pfarrgasse
Pflanzgarten
Im Ortsteil Rebdorf
Pfünzer Straße
Im Ortsteil Landershofen
Pietenfelder Straße
Im Ortsteil Landershofen
Pirkheimer Straße
Benannt nach dem Humanisten Willibald Pirkheimer
Prinz-Max-Straße
Im Ortsteil Wintershof, benannt nach Maximilian von Sachsen, Prinz von Sachsen, Student der Theologie in Eichstätt
Professor-Mayr-Straße
Im Ortsteil Blumenberg, benannt nach Franz Xaver Mayr, Professor für Naturgeschichte

## R

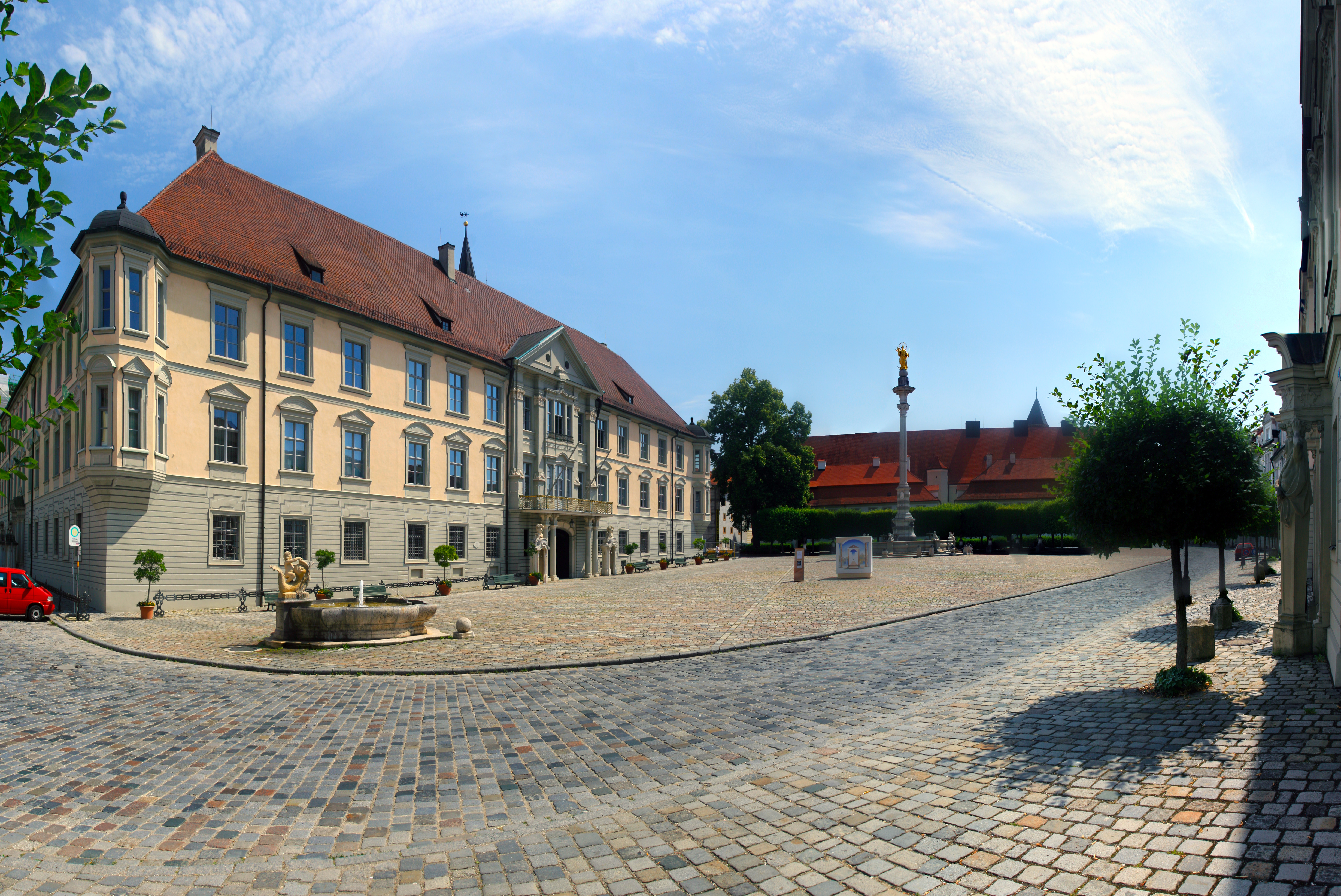
Residenzplatz

Rebdorfer Schulweg
Steig auf den Frauenberg
Rebdorfer Steg
Im Ortsteil Rebdorf
Rebdorfer Straße
Von der Eichstätter Westenvorstadt zum Ortsteil Marienstein
Reichenaustraße
Benannt nach dem ehemaligen Eichstätter Fürstbischof Wilhelm von Reichenau
Residenzplatz
Früher Residenzstraße
Richard-Strauß-Straße
Benannt nach dem Komponisten Richard Strauss
Ritter-von-Hofer-Weg mit Ritter-von-Hofer-Steg
Benannt nach dem Eichstätter Ehrenbürger Major Franz Ritter von Hofer (1873–1954)
Römerstraße
Rosental
Rosenweg
Im Ortsteil Rebdorf
Rot-Kreuz-Gasse
Früher Hinteres Buchthal
Rupertiberg
Im Ortsteil Wintershof

### S
Sallachstraße
Im Ortsteil Wintershof
Schaumbergweg
Benannt nach dem ehemaligen Eichstätter Fürstbischof Martin von Schaumberg
Schießstättberg
Schimmelleite
Im Ortsteil Landershofen
Schlachthausgasse
Heute Fußweg zwischen Herzogsteg und Freibad
Schlagbrücke
Schlaggasse
Schlehenweg
Schlößlbrücke
Schneebeerenweg
Schottenau
Der Name geht zurück auf irische Mönche (vgl. Schottenkloster)
Sebastiangasse
An der ehemaligen Kirche St. Sebastian
Seidlkreuz-Straße
Seminarweg
Am Priesterseminar Eichstätt
Sollnau
Sonnenwirtsgäßchen
Direkt gegenüber dem Gasthof Sonne
Spielpfad
Spindeltal
Spitalbrücke
Am Heilig-Geist-Spital
Stadtweg
Im Ortsteil Landershofen
Steghäuser
Im Ortsteil Steghäuser
Steingrub
Im Ortsteil Wintershof
Straßoldoweg
Benannt nach dem ehemaligen Eichstätter Fürstbischof Raymund Anton von Strasoldo
Sudetenstraße

## T
Traubengäßchen
Am ehemaligen Hotel Traube
Turmgasse

## U
Ulrichsteig
Benannt nach dem Eichstätter Ehrenbürger Karl Ulrich (?–1917)
Universitätsallee
An der Katholischen Universität Eichstätt; Früher Ingolstädter und Neuburger-Straße
Untere Au
Im Ortsteil Landershofen
Urvogelweg
Im Ortsteil Blumenweg, benannt nach dem Archaeopteryx

## W

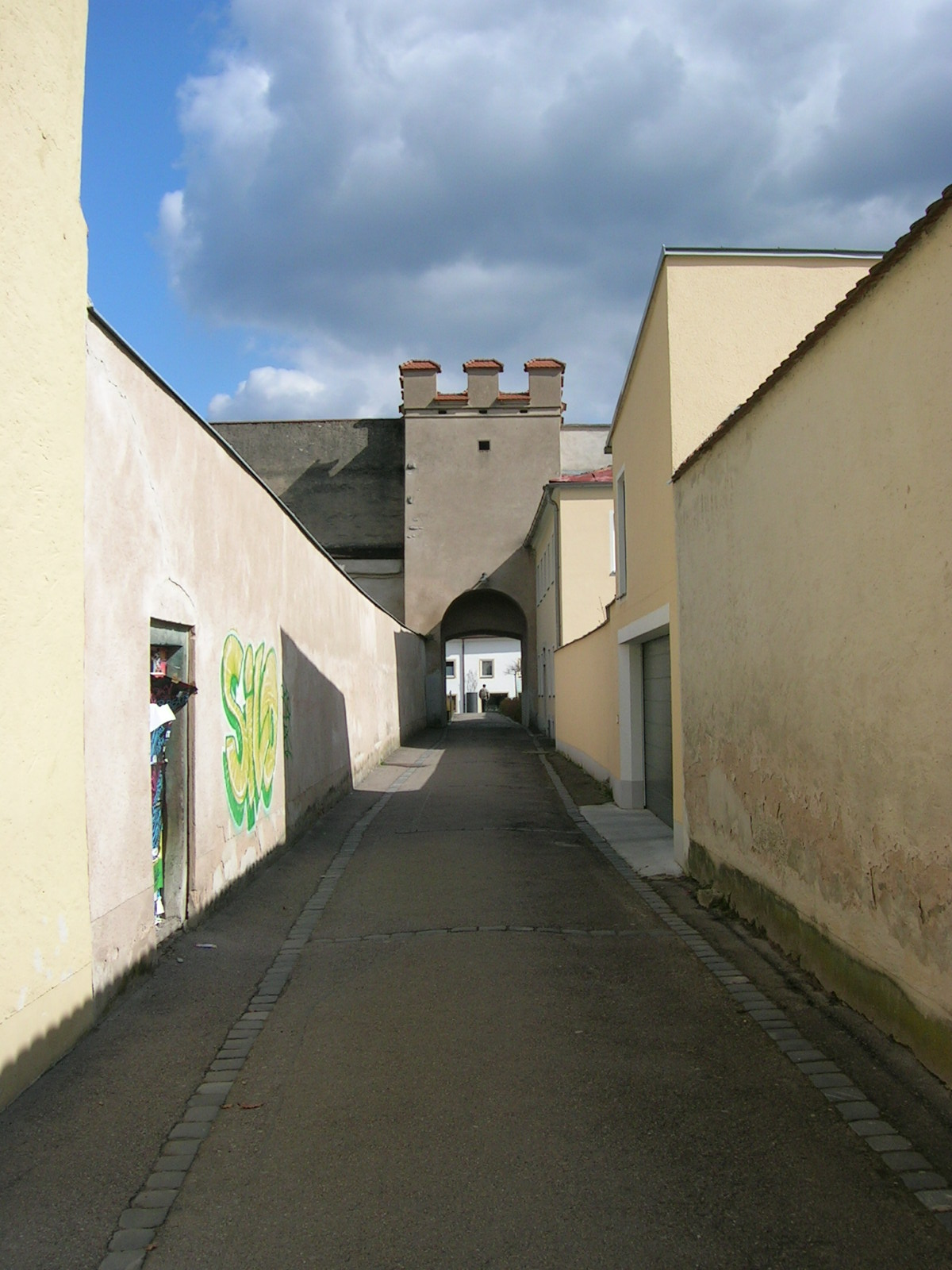
Wohlmuthgasse

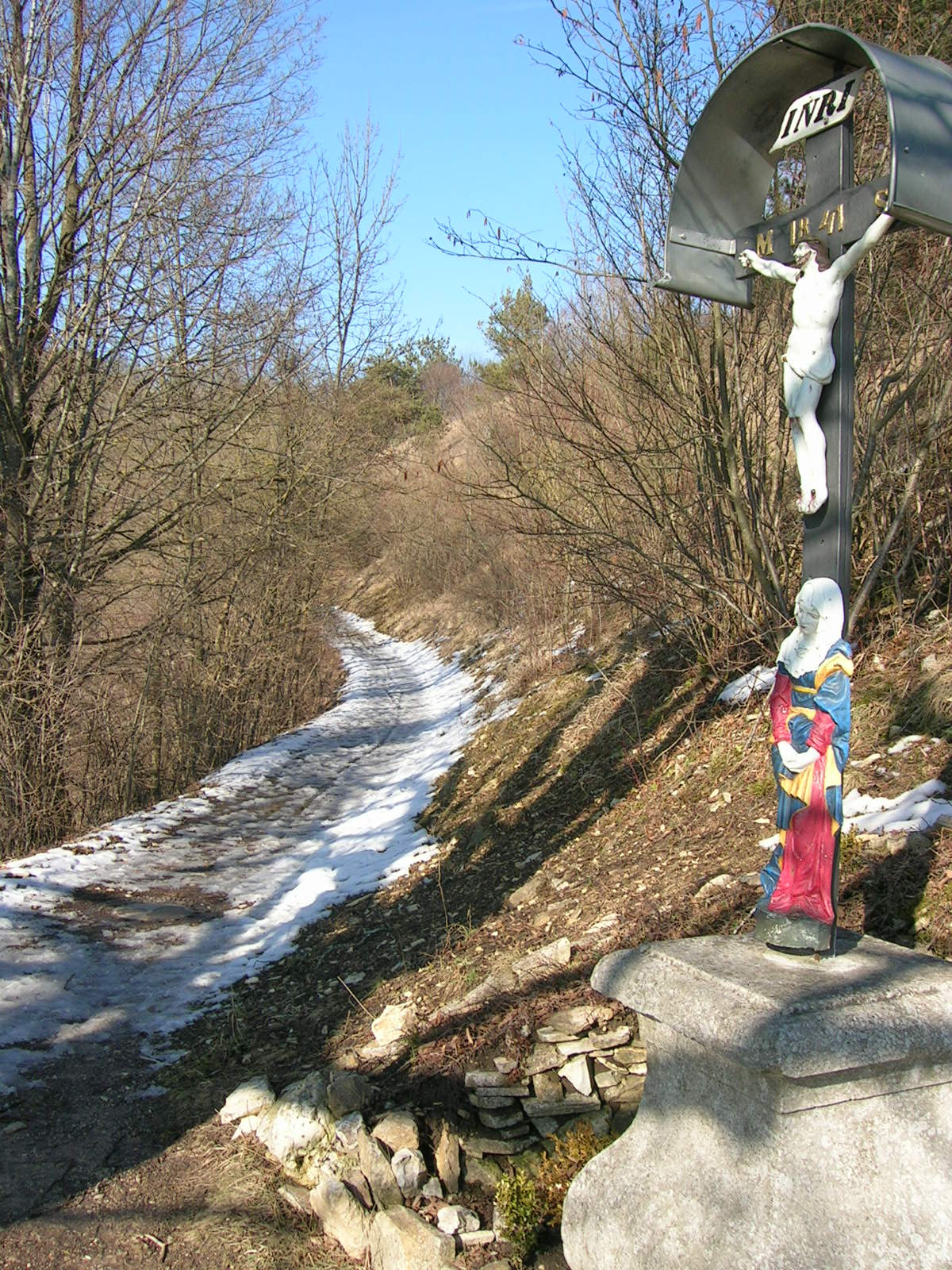
Wolfsdrossel Wintershof

Wacholderweg
Im Ortsteil Landershofen
Walburgiberg
Am Kloster St. Walburg

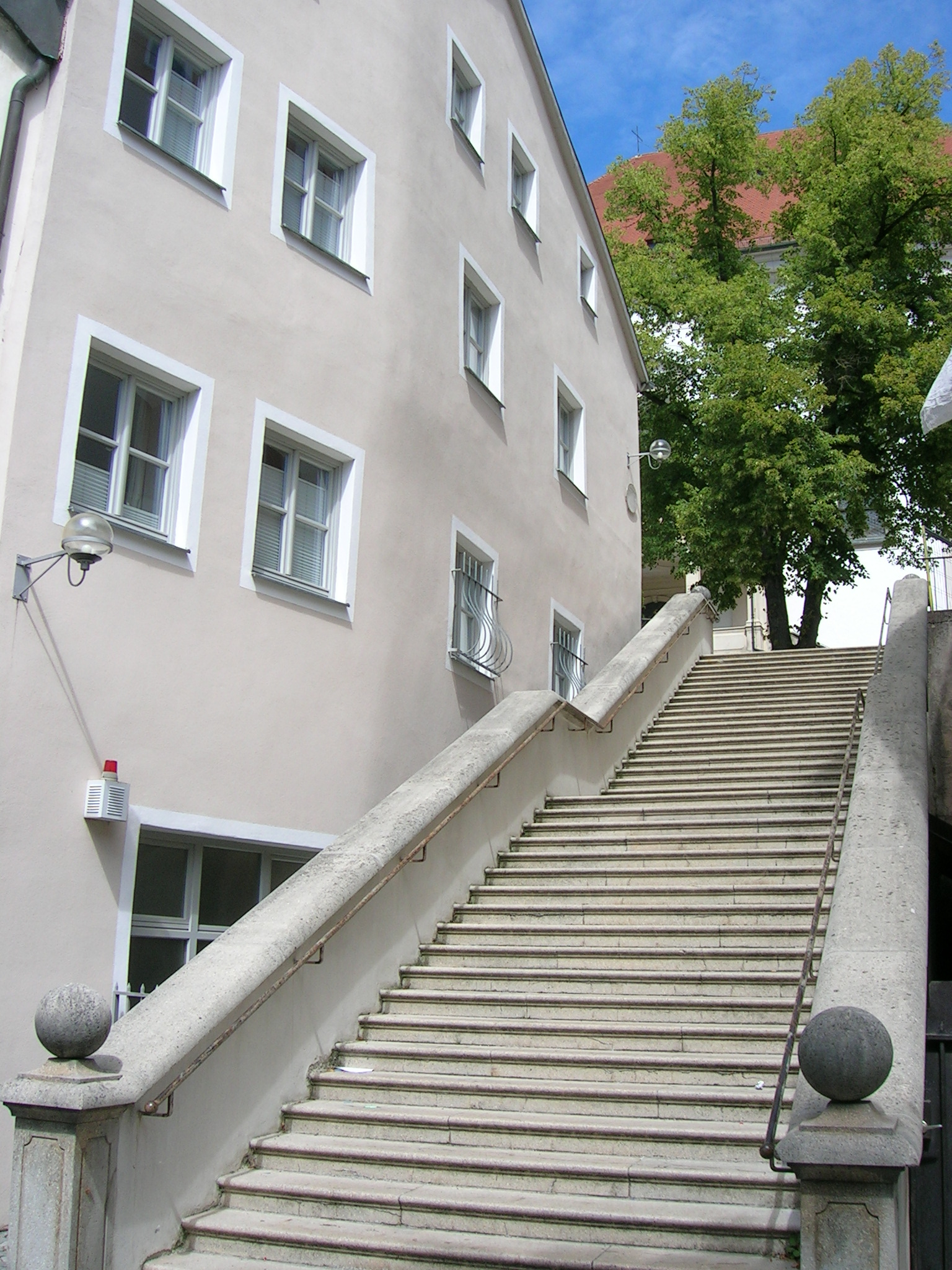
Walburgistiege
Am Kloster St. Walburg
Wasserwiese
Webergasse
Webersheck
Weiheracker
Im Ortsteil Marienstein
Weinleite
Im Ortsteil Rebdorf
Weißenburger Straße
Westlicher Teil der B13
Westenstraße
Früher waren die Namen der Straße von innen nach außen: Innere Westenstraße, Äußere Westenstraße, Westen-Vorstadt
Widmanngasse
Benannt nach dem ehemaligen Eichstätter Domkapellmeister Wilhelm Widmann (1858–1939)
Wiesengäßchen
Willibaldsbrücke
Benannt nach dem Stadtpatron Willibald
Willibaldstraße
Benannt nach dem Stadtpatron Willibald
Winkelmannstraße
Benannt nach dem Archäologen Friedrich Winkelmann
Winkelwirtsgasse
Wintershofer Weg
Wohlmuthgasse
Benannt nach dem Priester Georg Wohlmuth; Früher Grabengasse
Wolfsdrossel

## Z
Ziegelweg
Zum Tiefen Tal
Zwittauer Weg